# University of Papua New Guinea
Die University of Papua New Guinea (UPNG) wurde 1965 von der australischen Kolonialverwaltung in Port Moresby als erste Universität Neuguineas im Ostteil der Insel gegründet. Heute umfasst sie auch 5 weitere Zweigstellen, u. a. in Madang, und Studienzentren in 20 der 21 Provinzen des Landes. Sie ist nach der University of the South Pacific in Suva (Fidschi) die zweitgrößte Universität in Ozeanien.

## Geschichte
Nach der Gründung, ursprünglich als University of Papua and New Guinea, litt die Universität lange Zeit unter einer mangelhaften Ressourcenausstattung. In den 1970er Jahren wurde sie zu einem Zentrum der kulturellen Renaissance Melanesiens. Eine wichtige Rolle in der Aufbauphase spielte der australische Historiker und Vizekanzler der Hochschule, Vale Ken Inglis (1929–2017).
Fast die gesamte politische Elite des Landes ebenso wie die der Salomon-Inseln wurde hier ausgebildet. Auch einige für die Region wichtige Schriftsteller und Künstler studierten hier, u. a. Russell Soaba und Michael Dom. 15 Prozent der Plätze sollten für Studierende der Nachbarregionen freigehalten werden, doch diese Quote wurde nie erreicht. Nach Studentenunruhen 1978 erfolgte 1983 eine Reorganisation. 1997 kam es anlässlich der Sandline-Affäre erneut zu Studentenprotesten und im Mai 1998 zu weiteren Studentenunruhen mit 20 Verletzten. Die Situation der Hochschule wurde 1998 insgesamt als kritisch beschrieben.
Im Jahr 2000/2001 wurden die Departments umbenannt und durch eine School-Struktur ersetzt, um die Interdisziplinarität zu fördern. Die Studierendenzahl ging jedoch im Lauf der Jahre zurück. 2012 wurde der Ruf nach einer Erneuerung der Universitätsstrukturen und besseren internationalen Vernetzung wieder lauter. 2017 kam es zu Studentenunruhen, 2018/19 zu Auseinandersetzungen um die Auflösung des Hochschulcouncils durch die Regierung und die Besetzung der Stelle des Vizekanzlers.

## Fachbereiche
Folgende Fachbereiche bieten insgesamt etwa 30 Studiengänge an:
- Medizin, Pharmazie und Gesundheit in der School of Medicine and Health Sciences
- Human- und Sozialwissenschaften in der School of Humanities and Social Sciences
- Recht in der School of Law
- Betriebswirtschaft und Verwaltungsmanagement in der School of Business and Public Policy
- Naturwissenschaften und Mathematik in der School of Natural and Physical Sciences

Forschung im Bereich des maritimen Ressourcenmanagement wird im Motupore Island Research Centre (MIRC) auf der kleinen Insel Motupore in der Bootless Bay, etwa 15 km südöstlich von Port Moresby gelegen, betrieben.

## Alumni
- Michael Dom (* 1977), Lyriker
- Vincent Eri (1936–1993), Generalgouverneur und Autor
- Frank Kabui (* 1946), Generalgouverneur der Salomonen
- Gordon Darcy Lilo (* 1965), Premierminister der Salomonen
- Hilda Lini, Ministerin aus Vanuatu
- Mekere Morauta (1946–2020), Nationalökonom, ehemaliger Premierminister von PNG
- Joe Natuman (* 1952), Premierminister von Vanuatu
- Peter O’Neill (* 1965), Premierminister von PNG
- Bart Philemon (* 1945), Politiker
- Russell Soaba (* 1950), Schriftsteller und Hochschullehrer
- Paias Wingti (* 1951), ehemaliger Premierminister von PNG